# Bolletjespeermos
Bolletjespeermos (Pohlia bulbifera) is een mossoort uit de sterrenmosfamilie (Mniaceae).

## Determinatie
Bolletjespeermos is alleen te verwarren met het uiterst zeldzame glanzend broedpeermos (Pohlia andalusica). Het is weinig variabel en in het veld te herkennen aan de omgekeerd eivormige broedknollen met samenneigende bladprimordia. Sporenkapsels zijn niet uit Nederland bekend.

## Ecologie
Bolletjespeermos komt voor op kale, vochtige bodem. Het groeit vaak samen met andere broedpeermossen maar komt op leemarme standplaatsen vaak als enige uit deze groep voor.

## Verspreiding in Nederland
Bolletjespeermos is in Nederland een vrij zeldzame soort. Het staat niet op de rode lijst en is niet bedreigd.

## Foto's

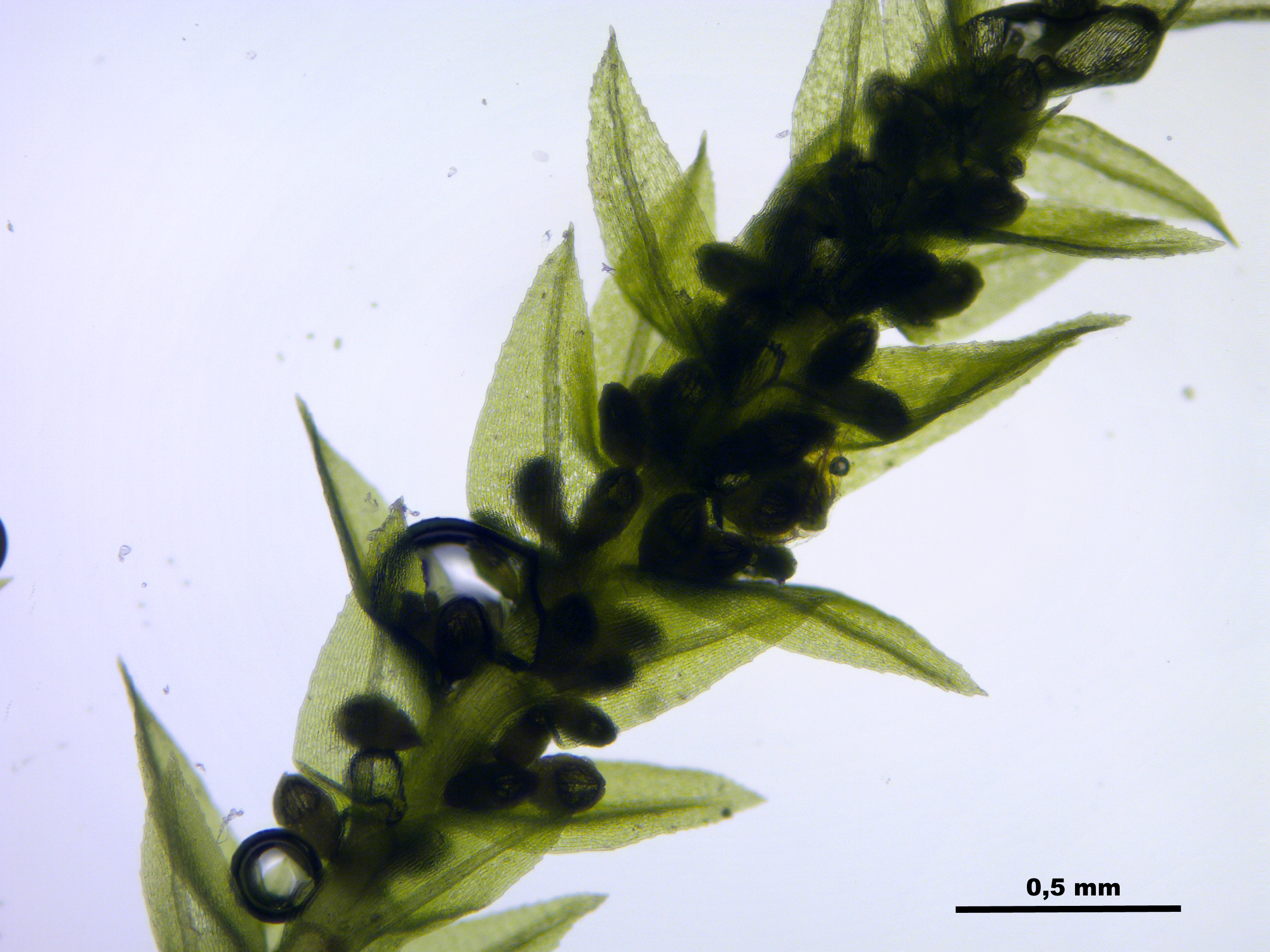
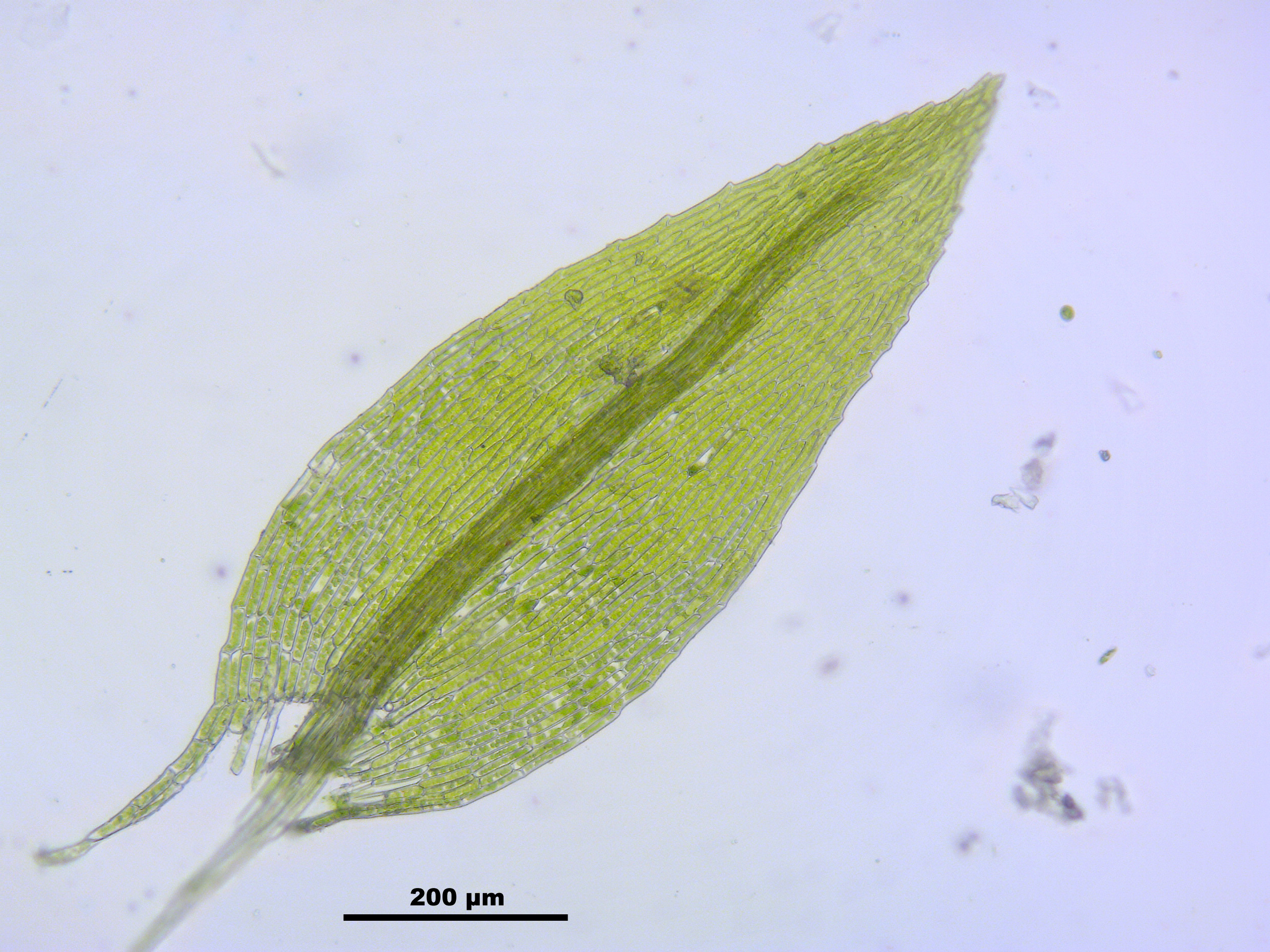
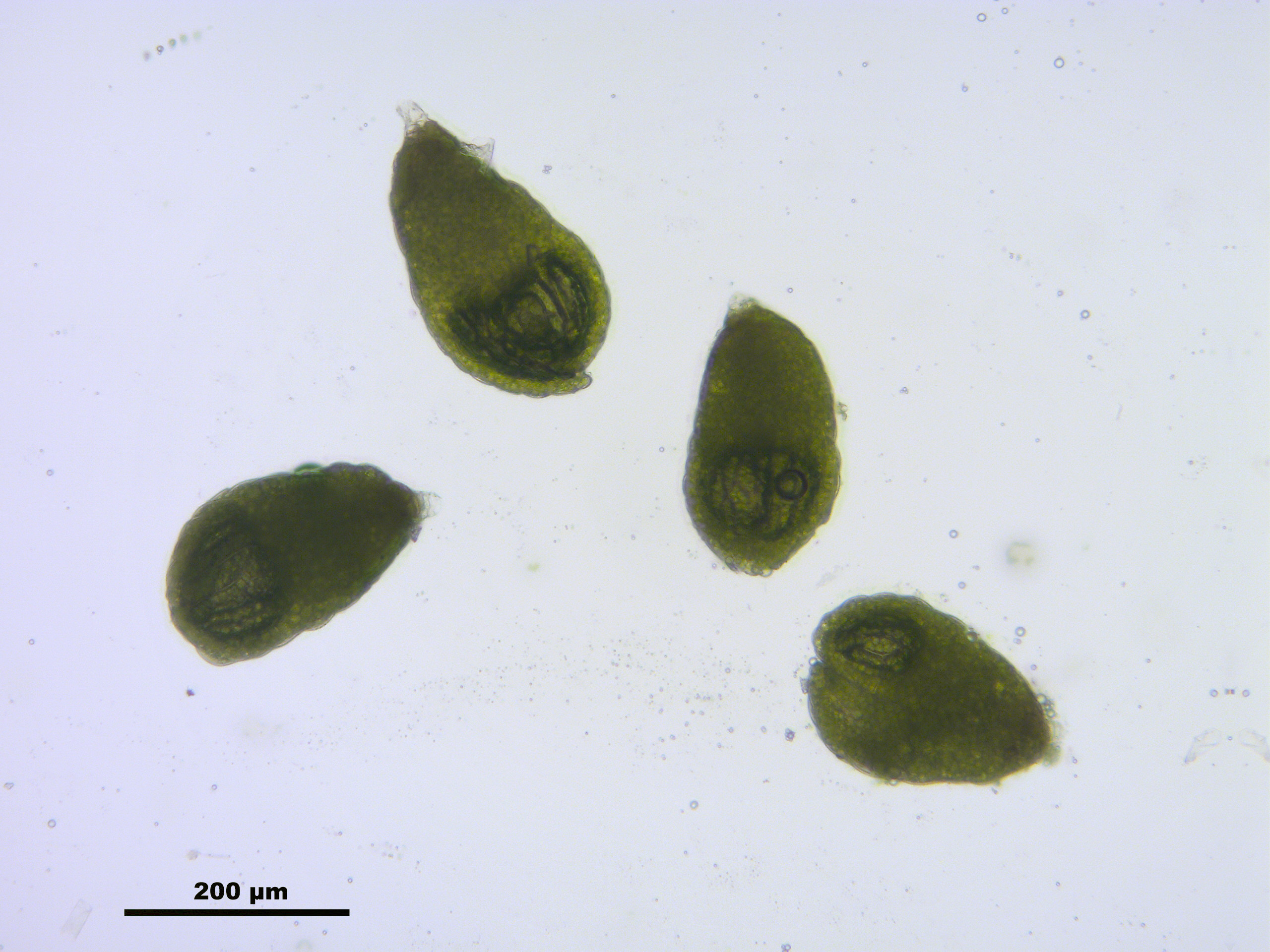